# Adrien Silva
Adrien Sébastien Perruchet Silva vagy egyszerűen Adrien Silva (Angoulême, 1989. március 15. –) francia születésű portugál válogatott labdarúgó, a United játékosa.

## Sikerei, díjai
- Sporting CP
  - Portugál kupa: 2007–08, 2014–15
  - Portugál szuperkupa: 2007, 2008, 2015
- Makkabi Haifa
  - Izraeli bajnok: 2010–11
- Associação Académica
  - Portugál kupa: 2010–11
- Portugália
  - Európa-bajnok: 2016